# Bixente Lizarazu
Bixente Lizarazu (Saint-Jean-de-Luz, 9 december 1969) is een voormalig Baskisch voetballer met de Franse nationaliteit. Hij speelde als linksback en is een van de succesvolste spelers uit de clubgeschiedenis van FC Bayern München, waarmee hij tussen 1997 en 2006 zeventien prijzen won. Gedurende zijn loopbaan als clubvoetballer speelde Lizarazu eveneens bij Girondins de Bordeaux, Athletic Bilbao en Olympique Marseille.
Als Frans international maakte hij deel uit van de Gouden Generatie die op verschillende landentoernooien hoofdprijzen won, waarvan één wereldtitel. In 1993 kwam Lizarazu op basis van zijn etnische afkomst ook eenmaal uit voor Baskenland.

## Interlandloopbaan

### Frankrijk
Lizarazu kwam in totaal 97 keer (twee doelpunten) uit voor de nationale ploeg van Frankrijk in de periode 1992–2004. Onder leiding van bondscoach Gérard Houllier maakte hij zijn debuut op 14 november 1992 in de WK-kwalificatiewedstrijd tegen Finland (2-1), net als Christian Karembeu (FC Nantes).

### Baskenland
Bixente Lizarazu kwam ook uit voor het Baskisch voetbalelftal, waar hij op basis van zijn etnische afkomst ook voor mocht uitkomen. In 1993 werd Lizarazu door bondscoach José Ángel Iribar opgenomen in de Baskische selectie voor de vriendschappelijke interland tegen Bolivia.
| Interlands van Lizarazu met het Baskisch voetbalelftal | Interlands van Lizarazu met het Baskisch voetbalelftal | Interlands van Lizarazu met het Baskisch voetbalelftal | Interlands van Lizarazu met het Baskisch voetbalelftal | Interlands van Lizarazu met het Baskisch voetbalelftal | Interlands van Lizarazu met het Baskisch voetbalelftal |
| №                                                      | Datum                                                  | Wedstrijd                                              | Uitslag                                                | Type                                                   | Doelpunten                                             |
| ------------------------------------------------------ | ------------------------------------------------------ | ------------------------------------------------------ | ------------------------------------------------------ | ------------------------------------------------------ | ------------------------------------------------------ |
| 1.                                                     | 22-12-1993                                             | Baskenland – Bolivia                                   | 3 – 1                                                  | Vriendschappelijk                                      | 0                                                      |

## Overzicht
| Seizoen   | Club                  | Wedstrijden | Doelpunten | Competitie       |
| --------- | --------------------- | ----------- | ---------- | ---------------- |
| 1987-1996 | Girondins de Bordeaux | 272         | 23         | Ligue 1          |
| 1996-1997 | Athletic Bilbao       | 16          | 0          | Primera División |
| 1997-2004 | FC Bayern München     | 205         | 9          | Bundesliga       |
| 2004-2005 | Olympique Marseille   | 14          | 0          | Ligue 1          |
| 2005-2006 | FC Bayern München     | 35          | 0          | Bundesliga       |
|           | Totaal:               | 542         | 32         |                  |

- Frankrijk: 97 interlands, 2 doelpunten.

## Erelijst
Als speler
 Bordeaux
- Division 2: 1991/92
- UEFA Intertoto Cup: 1995

 Bayern München
- Ligapokal: 1997, 1998, 1999, 2000
- DFB-Pokal: 1997/98, 1999/00, 2003/03, 2004/05, 2005/06
- Bundesliga: 1999, 1999/00, 2000/01, 2002/03, 2004/05, 2005/06
- UEFA Champions League: 2000/01
- Wereldbeker voor clubteams: 2001

 Frankrijk
- Wereldkampioenschap voetbal: 1998
- Europees kampioenschap voetbal: 2000
- Confederations Cup: 2001, 2003

Individueel
- ESM Team van het Jaar: 1998/99
- UEFA Team van het Jaar: 2001
- FIFA XI: 2002
- Équipe type spéciale 20 ans des trophées UNFP: 2011

Onderscheidingen
- Ridder in het Franse Legioen van Eer (1998)